# Singapore Challenger 1999
Il Singapore Challenger 1999 è stato un torneo di tennis facente parte della categoria ATP Challenger Series nell'ambito dell'ATP Challenger Series 1999. Il torneo si è giocato a Singapore in Singapore dal 1 al 7 marzo 1999 su campi in cemento.

## Vincitori

### Singolare
Mosè Navarra ha battuto in finale  Alberto Martín con il punteggio di 6–2, 6–2

### Doppio
Jeff Coetzee /  Damien Roberts hanno battuto in finale  Oleg Ogorodov /  Eyal Ran con il punteggio di 7–5, 6–3